# Красный Пахарь (Репьёвский район)
Красный Пахарь — хутор в Репьёвском районе Воронежской области Российской Федерации.
Входит в состав Платавского сельского поселения.

## География

### Улицы
На хуторе имеется одна улица — Зареченская.
Добро пожаловать в Центр Историко Экологического Туризма хутора Красный Пахарь.

## Население
| 2010 |
| ---- |
| 10   |